# 綾鬼喜一郎
綾鬼 喜一郎（あやおに きいちろう、1900年6月17日 - 1945年10月5日）は、静岡県三島市出身で中川部屋に所属した力士。本名は杉山 喜一郎（すぎやま きいちろう）。身長165cm、体重130kg。最高位は西前頭5枚目。得意手は突っ張り、押し。

## 来歴
9歳で入門し、各地の巡業先で子ども土俵入り（江戸時代からの客寄せの風習。大童山文五郎の項目参照）を行っていた。1913年1月場所に初土俵、1920年1月場所に十両昇進。1922年5月場所に入幕し、1925年1月場所では大関・太刀光を、5月場所では横綱・西ノ海を倒すなどしたが、病気もあって不振に陥り、1929年3月場所に28歳で廃業した。容貌から平家蟹とあだ名された。激しい突き押しを武器としていた。稽古熱心だったと伝わっている。

## 主な成績
- 通算成績：101勝126敗35休9分預  勝率.445
- 幕内成績：38勝66敗18休7分預  勝率.365
- 現役在位：38場所
- 幕内在位：12場所
- 金星：1個（西ノ海1個）

### 場所別成績
| 1913年 （大正2年） | （前相撲）             | x                      | （前相撲）              | x               |
| 1914年 （大正3年） | （前相撲）             | x                      | （前相撲）              | x               |
| 1915年 （大正4年） | 西序ノ口25枚目 1–3 1預 | x                      | 東序ノ口10枚目 0–5      | x               |
| 1916年 （大正5年） | 東序ノ口11枚目 1–4     | x                      | 東序ノ口10枚目 4–1      | x               |
| 1917年 （大正6年） | 東序二段54枚目 4–1     | x                      | 西序二段17枚目 4–1      | x               |
| 1918年 （大正7年） | 東三段目31枚目 5–0     | x                      | 東幕下33枚目 4–1        | x               |
| 1919年 （大正8年） | 東幕下7枚目 3–2        | x                      | 西幕下3枚目 4–0 1預     | x               |
| 1920年 （大正9年） | 東十両8枚目 4–1        | x                      | 東十両4枚目 4–3         | x               |
| 1921年 （大正10年） | 東十両3枚目 0–2        | x                      | 東十両13枚目 4–2        | x               |
| 1922年 （大正11年） | 西十両3枚目 4–3        | x                      | 西前頭16枚目 4–4 1分1預 | x               |
| 1923年 （大正12年） | 東前頭13枚目 6–4       | x                      | 西前頭8枚目 4–6 1預     | x               |
| 1924年 （大正13年） | 西前頭9枚目 0–1–9      | x                      | 東前頭15枚目 6–5        | x               |
| 1925年 （大正14年） | 東前頭11枚目 5–3 3分   | x                      | 西前頭5枚目 3–7–1 ★     | x               |
| 1926年 （大正15年） | 西前頭12枚目 3–6–1 1分 | x                      | 東前頭15枚目 4–7        | x               |
| 1927年 （昭和2年） | 西前頭10枚目 0–4–7     | 西前頭10枚目 1–10      | 東十両3枚目 3–5         | 東張出前頭 2–9  |
| 1928年 （昭和3年） | 西十両4枚目 5–6        | 西十両筆頭 1–5–5       | 東十両6枚目 6–5         | 東十両6枚目 2–9 |
| 1929年 （昭和4年） | 西幕下2枚目 0–0–6      | 西幕下2枚目 引退 0–0–6 | x                       | x               |
| 各欄の数字は、「勝ち-負け-休場」を示す。 優勝 引退 休場 十両 幕下 三賞：敢=敢闘賞、殊=殊勲賞、技=技能賞 その他：★=金星 番付階級：幕内 - 十両 - 幕下 - 三段目 - 序二段 - 序ノ口 幕内序列：横綱 - 大関 - 関脇 - 小結 - 前頭（「#数字」は各位内の序列） |                        |                        |                         |                 |

- 1925年5月、1926年1月の1休は相手力士の休場によるもの

## 改名歴
- 綾鬼 喜一郎（あやおに きいちろう）1913年1月場所 -  1929年3月場所